# 火星2020
火星2020（英語：Mars 2020）是美国国家航空航天局（NASA）“火星探索计划”（Mars Exploration Program）的火星探测器任务，其中包括毅力号火星车和机智号无人直升机。NASA在2012年12月4日旧金山的美国地球物理联盟秋季会议上宣布了「火星2020」任务。该任务于世界標準時間2020年7月30日19時50分发射，于美国东部时间2月18日下午3时55分降落在火星耶澤羅撞擊坑上的奧克塔維婭·埃·巴特勒著陸場。截至目前為止，毅力號及機智號已在火星上停留1454火星日（1494地球日）
毅力號將調查火星上的天體生物學及相關古代環境，並調查其表面地質過程和歷史，包括評估其過去的適居性、火星上過去存在生命的可能性以及尋找可訪問的地質材料中保存的生命印跡。它將沿路採集樣本，以供未來的火星樣本取回任務使用。毅力號的設計源自好奇號火星車，除了配備新的科學儀器和取芯鑽外，它還使用了許多已經製造和測試的組件。它還配備了19個相機和2個麥克風，對火星環境拍照及錄音。
火星2020是2020年火星發射窗口期間第三個發射前往火星的任務，前兩者分別為阿拉伯聯合大公國的希望號及中國的天問一號（天問一號軌道器及祝融號火星車）任務。

## 探测器

### 毅力号
毅力号（英語：Perseverance）是由美国国家航空航天局下属的喷气推进实验室制造，用于火星2020任务中的火星车。该探测器已于美国东部时间2020年7月30日上午7:50（世界协调时11:50）发射，于2021年2月18日着陆火星。毅力号的外观与好奇号大致相同，携带7种科学仪器，23个摄像头，两个麦克风，任务计划探测耶澤羅撞擊坑附近的火星表面。毅力号还携带了一台名为机智号的无人直升机，配合毅力号进行科学研究。

#### 任务
1. 确定火星上是否曾经存在生命：探测车任务重点是研究火星表面环境，在古代火星环境中形成的岩石样品中寻找保存下来的生物迹象，这些岩石环境可能有利于微生物生存。这是人类首次为了寻找过去微生物生命迹象的火星车任务。在这之前的火星车任务好奇号是确认火星曾经有过宜居条件。[14]
2. 研究火星的地质特征：探测车的设计目的是研究岩层记录，以揭示更多关于随着时间的推移火星地壳和表面的地质改变过程。火星表面的每一层岩石都记录了它形成时的环境。该任务将收集和储存一套岩石和土壤样品，这些样品将会有后续任务使其返回地球（43根样品管[15]）。[14]
3. 为人类探索做好准备：探测车会验证并利用火星环境中的自然资源制造支持生命活动和燃料的关键技术。它还监测环境条件，以便未来任务的设计人员更好地了解如何保护未来登陆火星的人类探险者。这一科学目标与美国计划在21世纪30年代将人类送上火星的国家太空政策有关。曾前往火星的机器人任务建立了对环境的认识，并为未来登陆火星测试了创新技术。[14]

### 机智号
机智号（英語：Ingenuity）在火星2020任务中用来进行飞行技术验证，它可以提供目前轨道卫星或地面探测车和着陆器无法提供的独特视角。为探测器或人类提供高清晰度的图像，并使探测车能够进入难以到达的地形。。
机智号将在着陆后60-90天从毅力号腹下分离。
人类将首次实现飞行器在其他星球的受控飞行，与毅力号分离后将开展为期30天的飞行测试，飞行高度距地面3至5米，飞行距离可达300米（980英尺），每次飞行不超过三分钟，最多飞行五次。

#### 任务
1. 在火星稀薄的大气层中证明有动力的气动飞行可行性：火星重力加速度较低，约为地球的1/3，但其大气层的厚度只有地球的1%，这使得产生气动升力难度较大。[14]
2. 验证微型飞行技术：这需要缩小机载电脑、电子设备和其他部件的尺寸，以便直升机足够轻，可以起飞。[14]
3. 自主作业：直升机将使用太阳能为电池充电，并依靠内部加热器在寒冷的火星夜晚保持工作温度。在接收到通过毅力号火星车中继的来自地球的指令，机智号每次试飞都是在没有团队人员实时控制的情况下进行的。[14]

### 着陆系统（EDL）
EDL系统是用于进入火星大气层的整体结构，包括减速器、降落伞、下降级，以及用系绳将火星车下降到火星表面的空中吊装机动结构。
减速器由一个背壳和隔热罩组成，可以保护火星车免受进入火星大气层时所经历的高温。下降级通过反推发动机减速，它们在降落时会一个接一个地脱落，直到毅力号火星车安全降落在火星表面。

## 發射和巡航

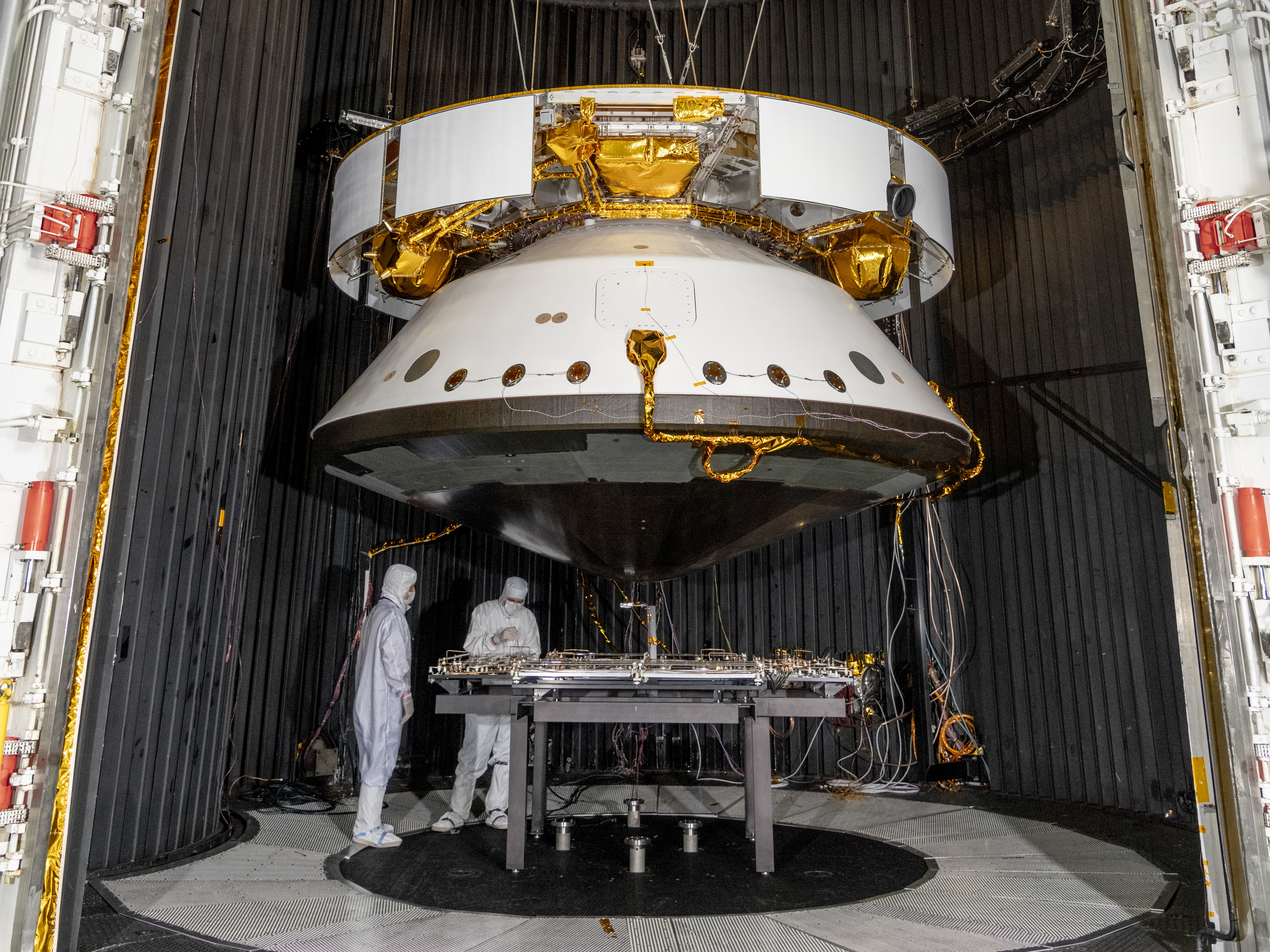
火星2020任务的巡航级

火星2020任務的發射窗口（最適合前往火星的時候）於2020年7月17日打開並持續到2020年8月15日。最終火箭於2020年7月30日 11:50 UTC發射。火星2020並不是唯一使用此發射窗口的前往火星的探測器，阿聯國家航空暨太空總署於2020年7月20日用發射了希望號，並於 2021 年 2 月 8 日抵達火星軌道，中國國家航天局於2020年7月23日發射了天問一號，2021年2月10日到達軌道，並於2021年5月14日將祝融號火星車成功軟著陸。
美国宇航局8月14日表示，火星2020任务的第一个轨道修正机动(TCM)取得了成功。飞船启动了8个推进器，调整了向火星的方向，开始将探测器发射后的初始瞄准点转向火星。火星2020的后面轨道修正计划分别在9月30日、12月18日、2月10日和2月16日。这将为2月18日毅力号火星车登陆火星做好准备。
後續所有的軌跡修正機動（TCM）都取得了成功。探測器發射後將花費七個月的時間前往火星。

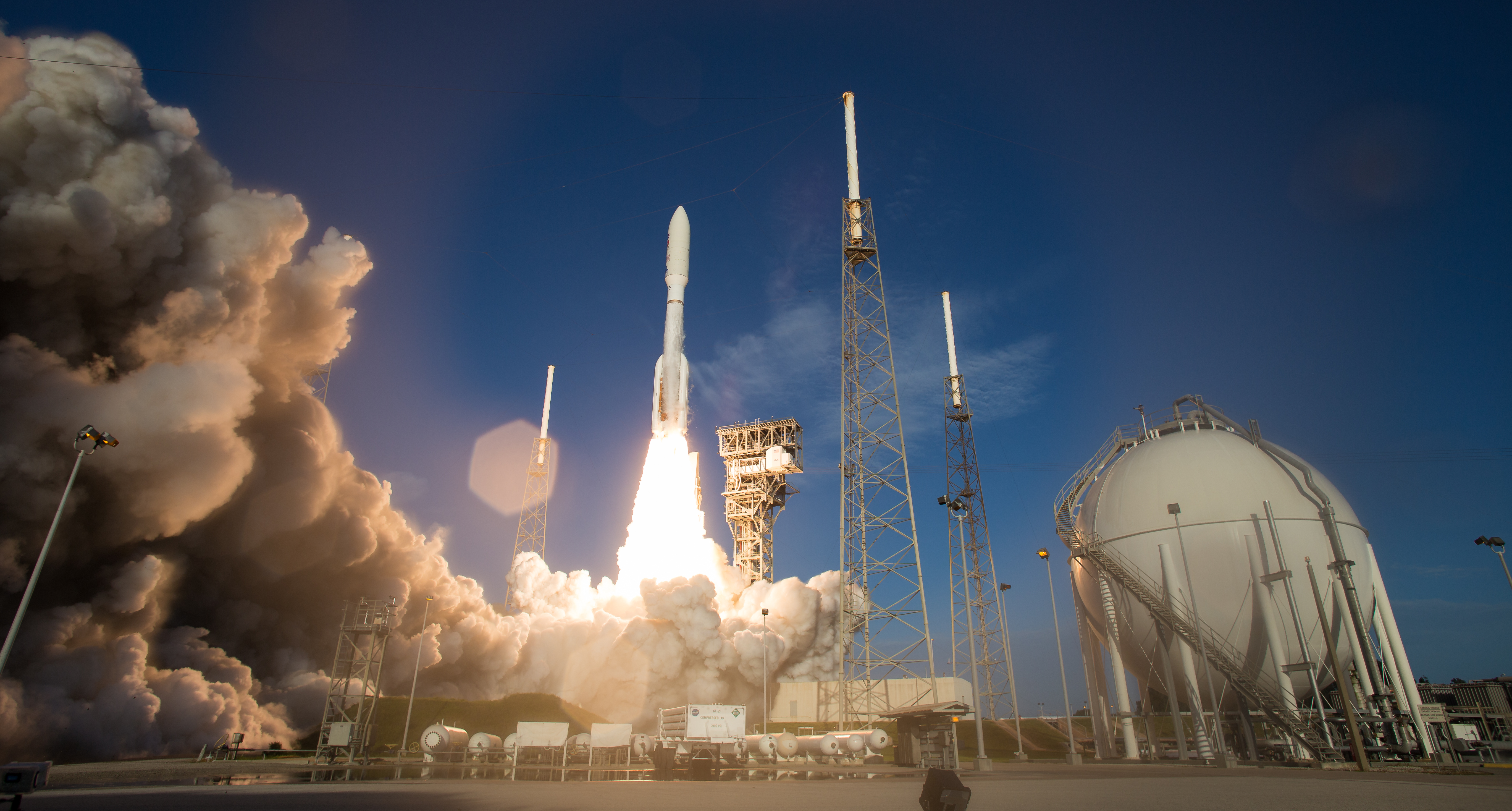
毅力號及機智號於2020年7月30日於卡纳维拉尔角空军基地41号航天发射复合体發射

## 着陆
火星2020任务于2021年2月18日着陆火星并降落在耶澤羅撞擊坑。
在到达火星大气层时，航天器的速度将达到12,500英里/小时（20,000公里/小时）。经过约七分钟的着陆程序后才能安全到达火星表面。若着陆过程中任何一步出现错误，都可能导致着陆失败，所以又被称为“魔鬼七分钟”。因为无线电信号从火星到地球需要花费超过11分钟的时间，所以毅力号必须自主完成着陆程序。当在地球听到航天器已进入大气层时，实际上它已经在地面上了。

### 着陆前准备
在进入火星大气层前十分钟，航天器将脱离巡航器，该装置装有在地火转移轨道期间为航天器供电的太阳能电池板，无线电接收器和燃料箱。只留下有保护性的航空器外壳（里面装有火星车和EDL）进入火星大气层。在进入大气层之前，航天器会使用后壳上的小型推进器稳定自身，确保隔热罩向前，确保在与大气层时的高温不会损伤到航天器。

### 进入大气层
当航天器进入火星大气层时，产生的阻力会使它急剧减速，但这些阻力也会使它急剧升温。进入大气层后80秒左右，隔热罩的外表面温度达到约2370华氏度(约1300摄氏度)。然而，在航天器外壳里面是非常安全的，温度仅为室温。

### 穿过大气层
当航天器穿过大气层下降时，或多或少会遇到密度较大的空气团，这可能会使它偏离航向。为了弥补这一缺陷，它会再次启动后壳上的小型推进器来调整升力的角度和方向。这种技术有助于航天器保持在前往着陆点的路径上。

### 降落伞部署
隔热罩将航天器的速度降低到1000英里/小时(1600公里/小时)以下。此时打开超音速降落伞是安全的。为了确定降落伞的开启时机，毅力号使用一项新技术——射程触发器（Range Trigger）来计算航天器与着陆目标的距离，并在理想的时间打开降落伞以更高的精度着陆在指定的地点。降落伞直径70.5英尺(21.5米)，在进入大气层后约240秒展开，展开时高度约为7英里(11公里)，速度约940英里(1512公里)。

### 精准着陆（Zeroing In on Landing）
降落伞部署20秒后，隔热罩将分离。火星车第一次暴露在火星的大气中，摄像机和仪器可以开始锁定快速接近的火星表面。它的着陆雷达会反射地面信号来计算自身的高度。与此同时，另一项新的EDL技术——相对地形导航（Terrain-Relative Navigation ）也开始发挥作用。火星车使用特殊的摄像头快速识别地表上的特征，然后将这些特征与毅力号自身携带的地图进行比较，以确定自己所在的方位。地球上的任务小组已提前绘制了着陆地点最安全的区域。如果毅力号发现自己正朝着危险的地形前进，那么它会选择可以到达的最安全的地点。

### 动力下降（Powered Descent）
在火星稀薄的大气中，降落伞只能将飞行器的速度降低到每小时200英里(每小时320公里)左右。为了达到安全着陆的速度，毅力号号必须脱离降落伞，并使用反推火箭降落下来。可以把它想象成一种喷气背包，它有八个引擎指向地面。引擎开启后会迅速转向一侧，以避免受到降落伞和后壳的撞击。其转向方向由运行地形相对导航的计算机决定。当它离地表6900英尺(2100米)时，火星车就会与后壳分离，并启动下降阶段的引擎

### 空中起重機（Skycrane机动）
当下降阶段趋于稳定并最终减速到下降速度约为1.7英里/小时(2.7公里/小时)时，它将启动“ skycrane”机动。着陆前约12秒，在地面上方约66英尺（20米）的地方，下降阶段会向下释放一组长约21英尺（6.4米）的电缆。同时，火星车会将其腿部和车轮锁定在着陆时的位置。一旦探测车感觉到它的轮子接触到地面，就会迅速切断连接的电缆。这使得下降阶段可以飞离地面，进行不受控制的着陆，与毅力号保持安全距离。

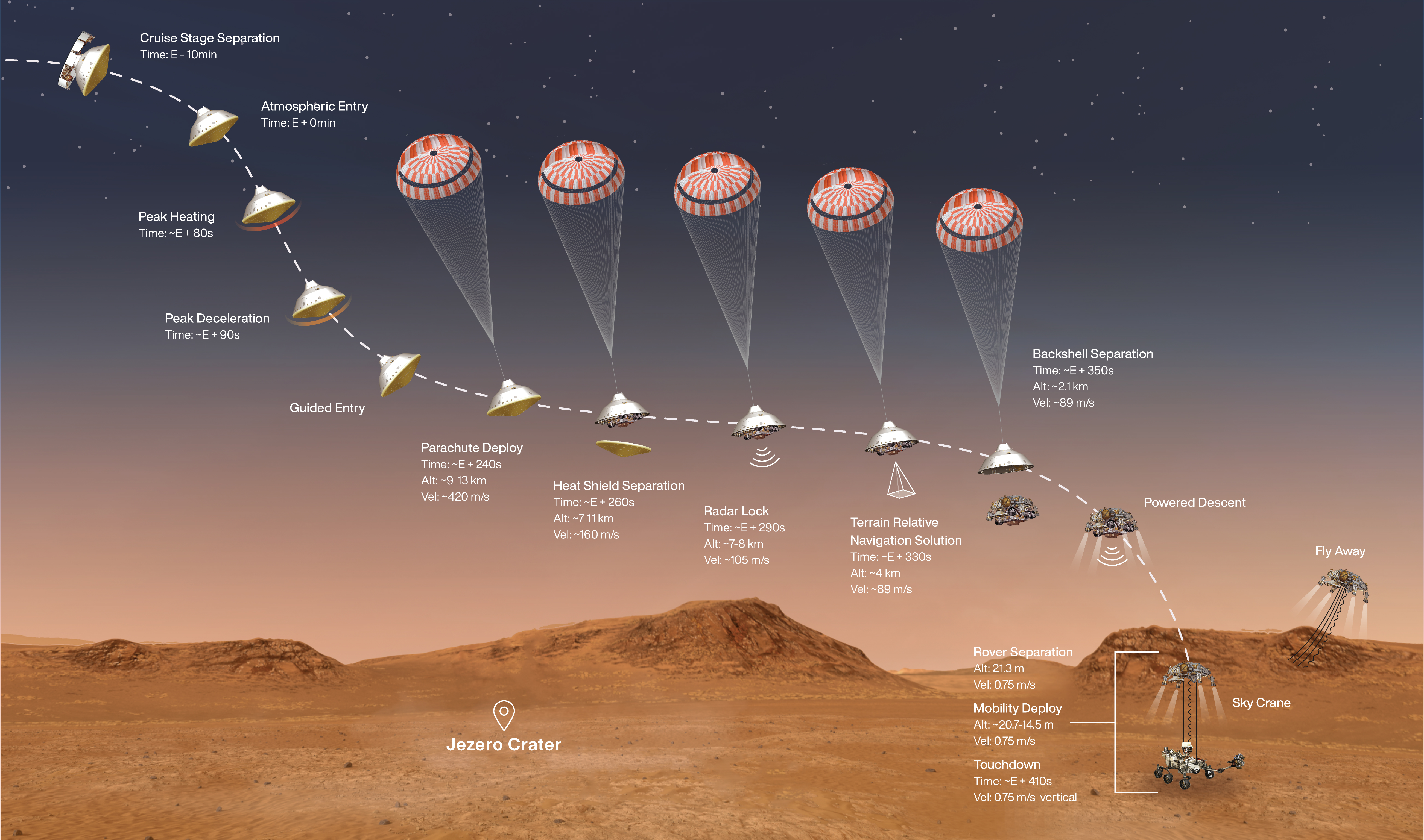
火星2020着陆过程

### 著陸成功
火星2020任务于美国东部时间2021年2月18日下午12:30在YouTube和NASA TV直播着陆过程。
毅力号火星车与机智号无人机已于美国东部时间美国东部时间2月18日下午3时55分安全着陆火星。

## 主要任務里程碑、時間軸及成就

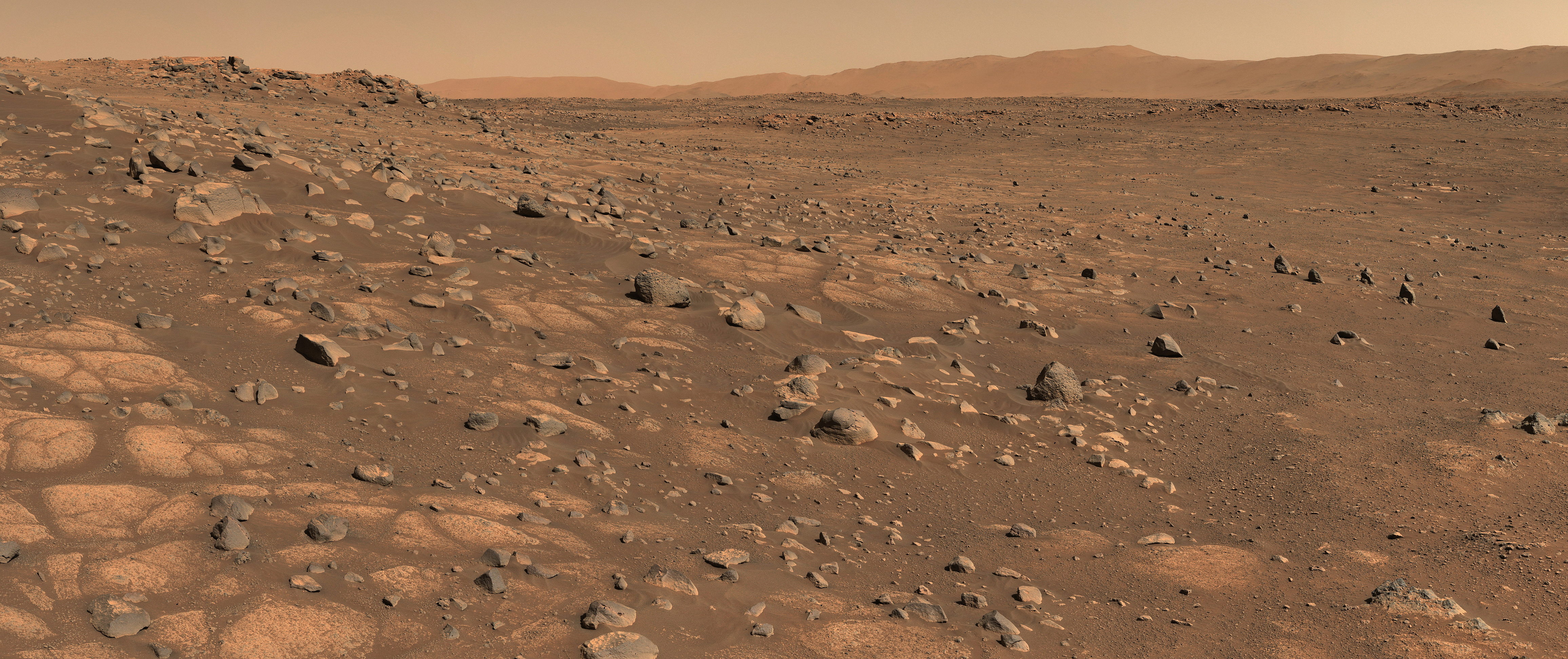
"Crater Floor Fractured Rough" 是採集第一個岩石樣本的區域

- 2021年2月18日：成功著陸於傑澤羅撞擊坑
- 2021年3月4日：首次試行駛[31]
- 2021年3月7日：毅力號首次傳回SuperCam觀測資料[32]，並首次錄下行駛聲音[33]
- 2021年3月30日：釋放機智號至地面[34]
- 2021年4月19日：機智號首飛成功[35]
- 2021年4月20日：MOXIE (火星氧氣原位資源利用實驗)成功利用二氧化碳製成5.37公克的氧氣[36]
- 2021年6月1日：開始首次科學運動
- 2021年7月7日：封裝首個見證管[37]
- 2021年8月5日-8月6日：毅力號於 Roubion 的首次嘗試採樣失敗，原因是樣本太過脆弱，導致其粉碎為灰塵，無法成功封存，但也成功存取火星大氣，為首個存取的大氣樣本[38]
- 2021年9月1日：毅力號對 Rochette 採樣成功，為首個採樣成功的火星岩石樣本[39]

## 花費與成本
NASA 計劃於 10 年內在火星 2020 任務上花費大約 28 億美元： 22 億美元用於研發毅力號火星車，8000 萬美元用於研發機智號無人直升機，2.43 億美元用於發射，2.96 億美元用於 2.5 多年的任務行動。經通貨膨脹調整後，火星 2020 是NASA製造的第六昂貴的行星任務探測器，比其前身好奇號火星車便宜一些。根據火星 2020 副總工程師 Keith Comeaux 的說法，除了使用備用硬件外，毅力號還使用了好奇號任務的設計，無需重新設計，這有助於節省“數千萬甚至數億美元”。

## 宣传

### 把你的名字送上火星
美国国家航空航天局（NASA）发起的“把你的名字送到火星 （页面存档备份，存于） ”活动邀请全世界的人提交他们的名字，用来“乘坐”将来飞往火星的探测器。提交姓名后能获得一张电子版的“登机牌”。在毅力号上大约有10,932,296人提交了姓名。并通过光刻将名字刻在三个指甲大小的硅芯片上。其中包括NASA在命名竞赛中155名决赛选手的论文。该板块已于2020年3月16日安装在火星车上。

## 圖片集

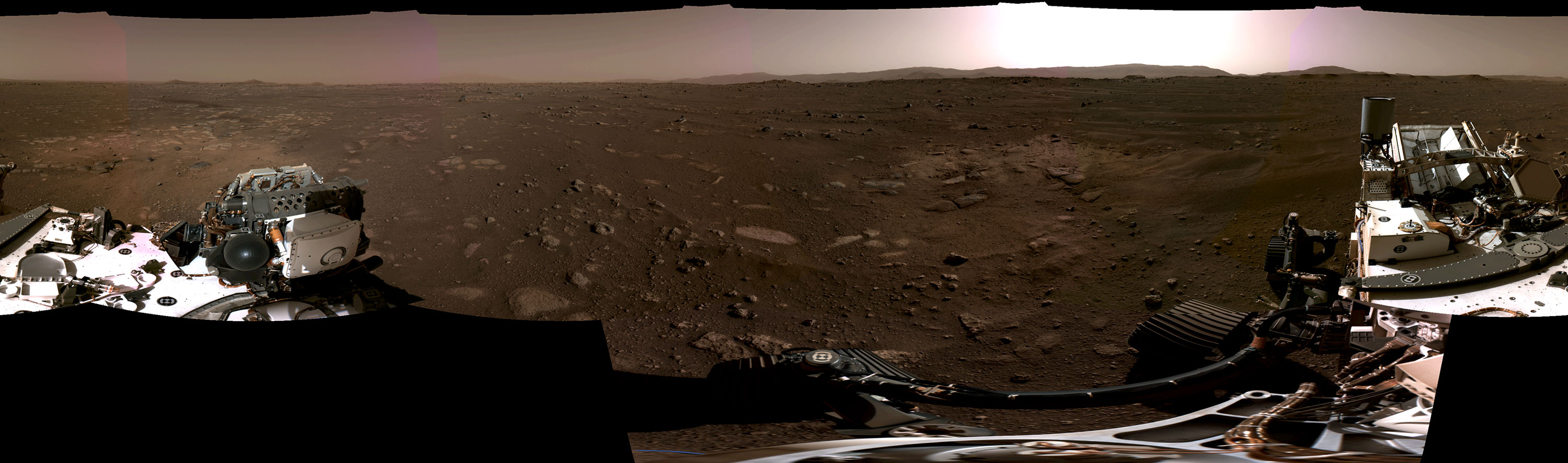
著陸點全景圖(2021年2月18日)

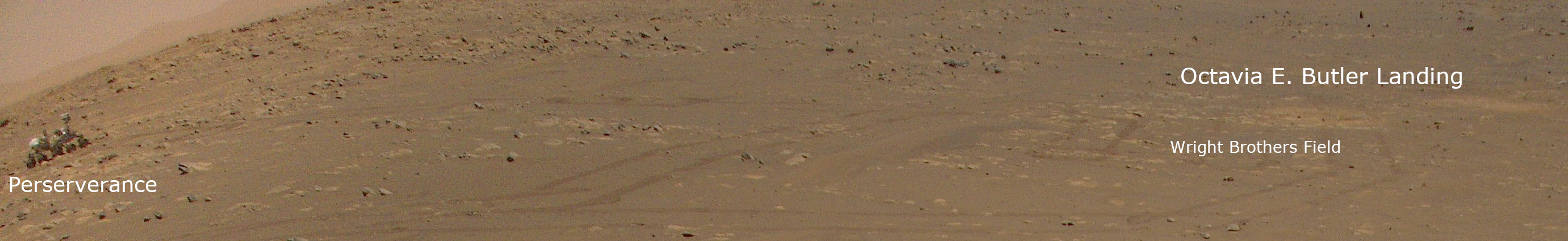
機智號在飛行時拍攝到毅力號(2021年4月25日)

## 外部鏈結
- NASA’s Mars Exploration Program （页面存档备份，存于）
- NASA’s Mars Relay Network （页面存档备份，存于）